# Anopheles cinctus
Anopheles cinctus este o specie de țânțari din genul Anopheles. A fost descrisă pentru prima dată de Robert Newstead și Carter în anul 1910. Conform Catalogue of Life specia Anopheles cinctus nu are subspecii cunoscute.